# U2-3 Tour
L'U2-3 Tour è stato il terzo tour del gruppo rock irlandese degli U2, tenutosi tra il 1979 e il 1980, dopo l'uscita del loro EP Three. Il tour consisteva in 10 concerti.

## Date del tour
| №  | Data             | Città     | Nazione          | Luogo                                  |
| -- | ---------------- | --------- | ---------------- | -------------------------------------- |
| 1  | 23 dicembre 1979 | Dublino   | Irlanda          | Dandelion Market                       |
| 2  | 1º febbraio 1980 | Belfast   | Irlanda del Nord | Queen´s University                     |
| 3  | 4 febbraio 1980  | Cork      | Irlanda          | Country Club                           |
| 4  | 18 febbraio 1980 | Sligo     | Irlanda          | The Blue Lagoon                        |
| 5  | 26 febbraio 1980 | Dublino   | Irlanda          | National Stadium                       |
| 6  | 2 marzo 1980     | Tullamore | Irlanda          | Garden of Eden Club                    |
| 7  | 19 marzo 1980    | Londra    | Inghilterra      | Acklam Hall, Sense of Ireland Festival |
| 8  | 10 maggio 1980   | Ballina   | Irlanda          | Town Hall Theatre                      |
| 9  | 11 maggio 1980   | Tullamore | Irlanda          | Garden of Eden Club                    |
| 10 | 12 maggio 1980   | Sligo     | Irlanda          | The Blue Lagoon                        |